# Nordwald
Nordwald – dzielnica (Ortsteil) wiejskiej gminy Lippetal w powiecie Soest, w kraju związkowym Nadrenia Północna-Westfalia, w rejencji Arnsberg.

## Demografia
Według danych z marca 2023 roku w Nordwald mieszkało 467 mieszkańców. Według danych z marca 2025 roku liczba mieszkańców Nordwald wzrosła do 480. 240 mieszkańców to mężczyźni, a 240 to kobiety.

## Geografia

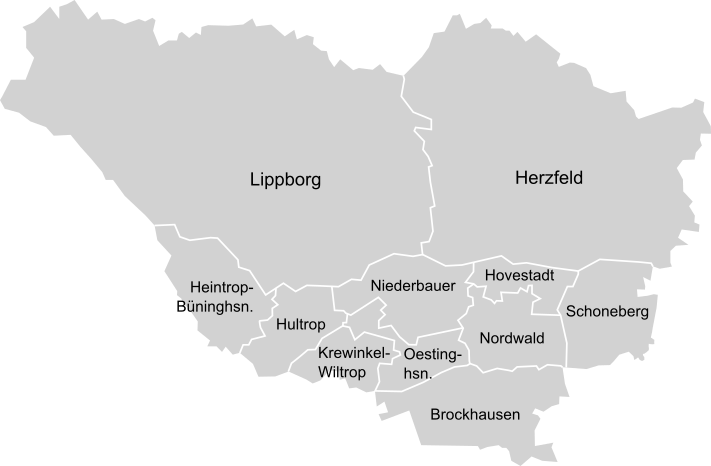
Dzielnice Lippetal

Nordwald położona jest we wschodniej części Lippetal i graniczy z pięcioma innymi dzielnicami: Herzfeld, Schoneberg, Brockhausen, Oestinghausen i Niederbauer.

## Historia

### Reorganizacja gmin
W ramach reorganizacji gmin 1 lipca 1969 roku Nordwald wraz z 11 innymi miejscowościami stało się częścią nowej gminy Lippetal.